# Римум
Римум (в перевеоде с аморейского — великий, высокий) — царь Дильмуна, правивший ориентировочно в XVIII веке до н. э., первый из трёх царей Дильмуна, имена которых установили археологи. В его время, как это известно из клинописных шумеро-аккадских архивов, Дильмун был важным центром международной торговли, перевалочным пунктом для торговли с индийским царством Мелухха с последней трети XIX века до н. э.
Впервые имя царя Римума стало известно после того, как в 1879 году на территории Бахрейна был найден закладной базальтовый конус чёрного цвета, происходящий из фундамента дворцового комплекса. На нём была нанесена аккадская старовавилонская надпись: «Дворец Римума служителя бога Инзака, человека [племени] агарум». Этот камень известен как Камень Дюрана, именно по нему историки впервые уверенно связали Дильмун из шумерских текстов с Бахрейном.
Также Римум известен по аккадским надписям на каменных сосудах, найденных в гробнице его сына Ягли-Эля, который также был правителем Дильмуна. Они были обнаружены в результате раскопок 2012 года комплекса курганов в районе Аали в центральной части Бахрейна.